# Robert George Harrington
Robert George Harrington, ameriški astronom, * 3. december 1904, † 15. junij 1987.
Harrington je deloval na Observatoriju Palomar.
Ne sme se ga zamenjevati z astronomom Robertom Suttonom Harringtonom (1942–1993), ki je bil rojen pozneje in je delal na Pomorskem observatoriju ZDA (United States Naval Observatory). Robert Harrington je bil odkritelj ali soodkritelj periodičnih kometov 43P/Wolf-Harrington, 51P/Harrington, 52P/Harrington-Abel in asteroida/kometa 107P/Wilson-Harrington.
Odkril je tudi kroglasto zvezdno kopico Palomar 12 z astronomom Fritzom Zwickyjem (1898–1974).
Asteroid (3216) Harrington se ne imenuje po njem, ampak po astronomu Robertu Suttonu Harringtonu. Po njem in Albertu Georgeu Wilsonu, odkriteljema kometa 107P/Wilson-Harrington [MPC 22246] se imenuje asteroid 4015 Wilson-Harrington, komet, ki ima značilnosti tudi asteroida.